# Synapta maculata
Synapta maculata is een zeekomkommer uit de familie Synaptidae en komt in de Rode Zee voor. De wetenschappelijke naam van de soort werd in 1821 gepubliceerd door Adelbertus de Chamisso & Carolus Guilelmus Eysenhardt. Het wordt gevonden in ondiepe wateren in de tropische Indo-Stille Oceaan. Met een lengte van soms wel 3 meter is het een van de langste zeekomkommers ter wereld.

## Beschrijving
S. maculata is een lange, slanke zeekomkommer met vijftien tentakels en groeit tot een lengte van ongeveer 2 meter. Hoewel het niet de zwaarste of omvangrijkste zeekomkommer ter wereld is, is het waarschijnlijk de langste, met individuen die uitzonderlijk tot meer dan 3 meter reiken. De kleur ervan is variabel, in de vorm van een geelbruine tint met brede lengtestrepen en donkere vlekken. De spicules (microscopisch kleine kalkachtige naaldachtige structuren die de lichaamswand ondersteunen) zijn groot en hebben de vorm van ankers en worden gebruikt bij voortbeweging; ze kunnen wel 2 mm lang zijn. Deze spicules zijn klevend en zorgen ervoor dat de zeekomkommer erg moeilijk los te maken is van een wetsuit.

## Verspreiding en leefgebied
De soort is inheems in de tropische westelijke Indo-Pacifische regio. Het komt voor op diepten tot ongeveer 20 meter op riffen en op zachte sedimenten op de zeebodem tussen zeegrassen en zeewieren. Het kan zich ook onder het puin begraven.